# Ljubljanica
El Ljubljanica és un riu d'Eslovènia al centre d'Europa. Fa 41 km de llargada, dels quals més de 20 km són subterranis, i per això rep noms diferents al llarg del seu curs. Passa per Ljubljana la capital d'Eslovènia i desguassa al riu Sava, que a la vegada és un afluent del Danubi.
A l'antiguitat portava per nom Nauportus (grec antic: Ναύπορτον) i era un riu petit però navegable al sud-oest de la Pannònia Superior que fluïa per la ciutat de Nauportus, on hi tenia un port comercial, segons Estrabó.